# 第一稀元素化学工業
第一稀元素化学工業株式会社（だいいちきげんそかがくこうぎょう）は、大阪府大阪市中央区北浜に本社を置く自動車排気ガス浄化三元触媒や燃料電池車向けなどのジルコニウム化合物のメーカーである。
ジルコニウム化合物を原料として自動車排気ガス浄化三元触媒、酸素センサー、ブレーキなどが作られていて、国内の自動車メーカーについてはほぼ独占供給をしている。
今流行の電気自動車にも使用されるリチウムイオン電池の材料についても研究していることが株主向けの説明会で明らかとなった。
また、ペロブスカイト関連化合物の研究を行っていることからノーベル賞関連銘柄として株価が高騰した。
東証プライム市場上場企業。

## 事業所
- 本社所在地 - 大阪市中央区北浜4-4-9
- 工場 - 大阪（大阪府）、江津（島根県）、福井（福井県）
- 営業所 - 大阪（大阪府）、東京（東京都）
- 大阪府大阪市住ノ江研究所研究開発センター-大阪府（大阪市住之江区）

- 海外にもいくつかの事業所がある。

## 沿革
- 1956年5月 - 第一稀元素化学工業株式会社を設立。
- 1960年4月 - 大阪市淀川区に淀川第一工場開設。
- 1967年6月 - 兵庫県伊丹市に伊丹工場を開設。
- 1996年
  - 1月 - ISO 9001を認証取得。
  - 7月 - 島根県江津市に江津工場を開設。
- 2001年2月 - ISO 14001を認証取得。
- 2002年9月 - 関連会社のニューテックス株式会社を吸収合併。
- 2004年12月 - 東京証券取引所市場第2部に上場。
- 2006年10月 - 福井市に福井工場を開設。
- 2018年6月 - 東京証券取引所市場第1部に指定[2]。
- 2019年3月 - 本社を大阪市住之江区から中央区北浜に移転。
- 2020年 - 毎年4月10日を「ジルコニウムの日」と制定。日付はジルコニウムの原子番号40にちなみ「4×10＝40」に由来[3]。